# 阿金斯科耶
阿金斯科耶（羅馬化：Aginskoye，羅馬化：Aga，羅馬化：Ag）是俄罗斯联邦外贝加尔边疆区阿加布里亚特区的市级镇，原为联邦主体阿加布里亚特自治区首府，位于鄂嫩河支流阿加河河谷，2010年人口15596人，当地居民包括俄罗斯人和信奉藏传佛教的布里亚特人。